# Coomanum singulare
Coomanum singulare là một loài bọ cánh cứng trong họ Cerambycidae.